# Никола Първанов
Никола Първанов е български просветител и книжовник. Той създава класното училище като горна степен след основното.

## Биография
Роден е през 1837 или 1845 година във Вълкова Слатина, Кутловишко. Ученик на Кръстьо Пишурка в Лом. Завършва Историко-филологическия факултет на Великата школа в Белград. Сътрудничи на Г. С. Раковски при списване на „Дунавски лебед", а от 1866 до 1872 година е учител в Лом. Допринася за развитието на читалищното дело. Делегат за българския Църковно-народен събор в Цариград в 1871 година. Активен сътрудник на вестниците „Право“, „Турция“, „Време“, „Македония“, и на списанията „Читалище“ и „Български книжици“. Автор е на книги с езиковедски характер, като прави опит за системна научна граматика на български език. Никола Първанов е един от първите научно подготвени филолози в България преди Освобождението. Умира през 1872 година във Виена, където отива да се лекува. Погребан е във виенските гробища „Св. Марко“.

## Памет
На Никола Първанов е наречена улица в квартал „Сухата река“ в София (Карта).